# Centre hospitalier universitaire de Limoges
Le centre hospitalier universitaire de Limoges est un établissement public de santé du Limousin, le plus important de la région, fondé le 30 avril 1974, relié à l'université de Limoges (faculté de médecine et de pharmacie).
Il emploie plus de 4 000 personnes, ce qui en fait en 2013 le premier employeur de la Haute-Vienne et le quatrième de Nouvelle-Aquitaine.

## Histoire
- La construction d'un hôpital était envisagée en 1955, prévoyant ainsi de combler la situation de l'hôpital général qui était rapidement devenu vétuste et saturé[2].
- Une 1re convention est signée entre l'Université de Limoges et l'Hôpital le 30 avril 1974, marquant ainsi la naissance du CHU de Limoges[3].

- L'inauguration du 1er hôpital universitaire de la ville fut de dimension nationale car y prirent part lors de son inauguration le 9 janvier 1976[2], le premier ministre de l'époque, Jacques Chirac, la ministre de la Santé Simone Veil et le maire de Limoges Louis Longequeue.

Ancien logo du CHU de Limoges.

## Activités médicales et enseignement

### Les différents services
Outre l'hôpital universitaire Dupuytren proprement dit, le CHU de Limoges comprend l'hôpital Jean-Rebeyrol (gérontologie, médecine physique, réadaptation, odontologie), l'hôpital Le-Cluzeau (maladies respiratoires et métaboliques), l'hôpital de la Mère et de l'Enfant ainsi l'EHPAD Dr -Chastaingt.
Le 18 mars 2019, le CHU Dupuytren-2 ouvre ses portes. Pensé et dessiné par le cabinet Michel Beauvais Associés (MBA), il s'agit d'un bâtiment de haute qualité environnementale (HQE), de 26 000 m², et 334 lits et places, avec 90 % de chambres simples répartis sur 5 niveaux. Les activités de consultations sont regroupées au rez-de-chaussée et sur une partie du 1er étage. Il dispose également de 70 places de stationnement au niveau -1 et de 115 places extérieures sur le parking « Marcland ».

Bâtiments du CHU de Limoges
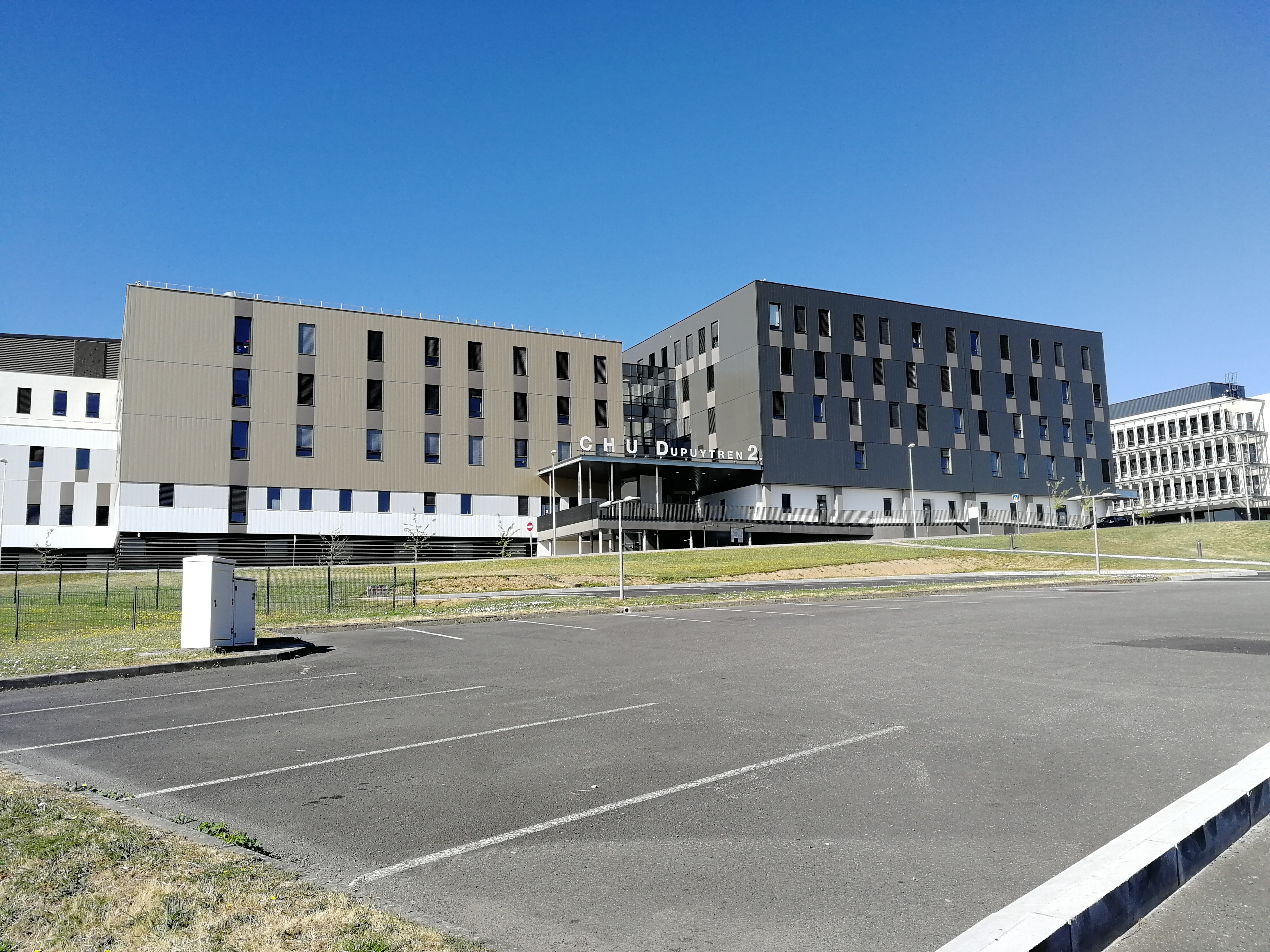
l'hôpital Dupuytren-2
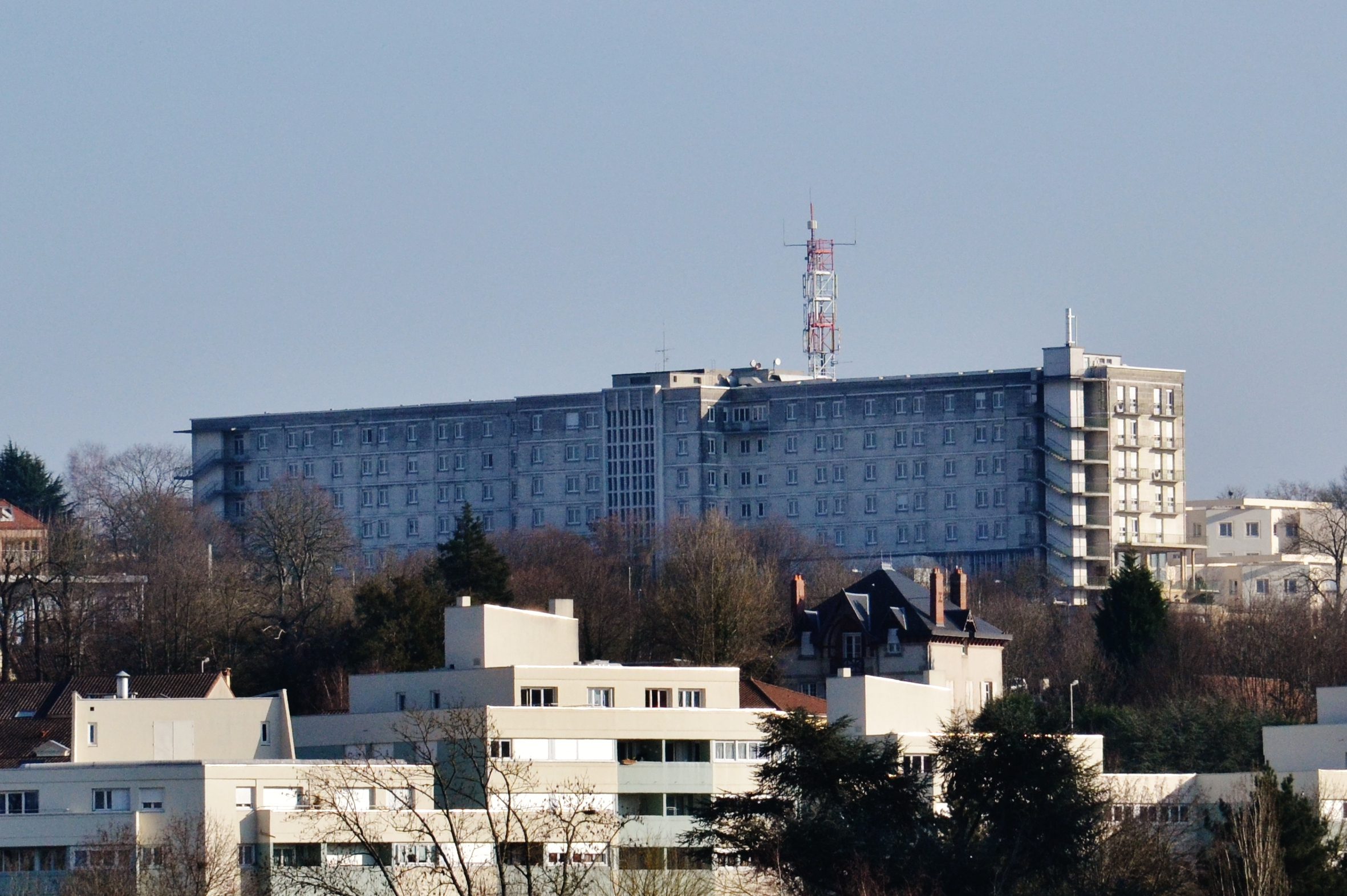
L'EHPAD Dr-Chastaingt

### Écoles
9 écoles font partie du CHU :
- L'institut de formation d'aides-soignants (IFAS)
- L'institut de formation en soins infirmiers (IFSI)
- École d'infirmiers anesthésistes
- Centre d'enseignement des soins d'urgence (CESU)
- École d'infirmiers de bloc opératoire
- L'institut de formation des cadres de santé (IFCS)
- École de sages-femmes
- La faculté de médecine et de pharmacie
- L’institut de formation des Ambulanciers
- Centre de biologie et de recherche en santé

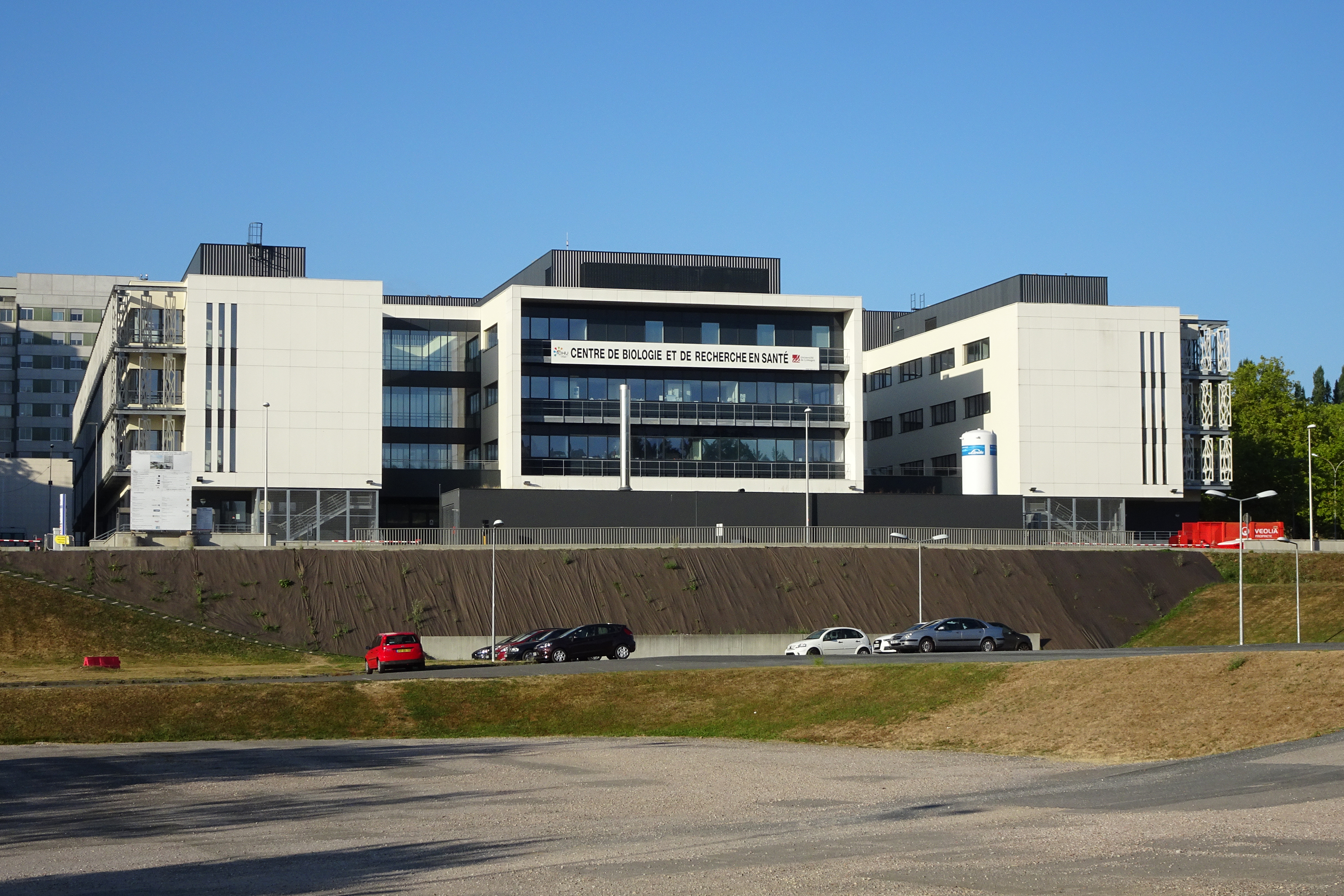
Le centre de biologie et de recherche en santé.

## Accès
Ses bâtiments sont desservis par les lignes 10, 12 et 14 de la STCL à l'arrêt « Dr-Marcland » ainsi qu'à l'arrêt « C.H.U. Dupuytren », desservi par la ligne 10.